# Тошіджіма
Тошіджіма — населений острів в центрі Японії, адміністративна частина міста Тоба префектури Міє. Найбільший з островів міста Тоба, розміщується в затоці Ісе, біля східного узбережжя острова Хонсю.

## Географія
Лежить за 2,5 км північно-східніше порту Тоба, складається з трьох поселень — Момоторі, Тоші й Тошівагу. Площа території — 6,98 км², окружність — 26,3 км. 80 % території острова перебуває під лісом, що визнаний пам'яткою природи. Навколо розташовані безлюдні острови Козукумідзіма, Озукумідзіма, Онакаямадзіма, Тобісіма, Укісіма, Ушидзіма. Основними галузями промисловості є рибальство та туризм. Острів сполучається морським транспортом з портами Ваго, Момоторічо, Садамаха; рейси муніципальним лайнером здійснюються 8-10 разів щоденно.

## Населення
Кількість населення — 1 925 осіб (січень 2021), з них: 891 чоловік та 1 034 жінки. Кількість домогосподарств — 772.

## Культура
Серед пам'яток острова — палац володарів Тоба, курган Кукі Йошитаки. У храмі Мітараші мешканці поклоняються драконоподібному дереву кастанопсису як богу дракона. Традиційними для острова є різноманітні фестивалі, котрі відвідують туристи, для них проводять піші екскурсії древніми вуличками острова. З островом пов'язане ім'я генерала флоту Ода Кукі Йошитаки (1542—1600), котрий збудував замок Тоба. Після поразки сил Заходу у битві генерал опинився на Тошіджимі.